# Ragged Island (Bahamas)
Ragged Island è un'isola e un distretto delle Bahamas con 70 abitanti al censimento 2010.